# Кабало
Кабало (фр. Kabalo) — город-порт на реке Луалаба в Демократической Республике Конго, провинция Танганьика.

## История
В годы Второй конголезской войны здесь произошли ожесточенные бои между зимбабвийскими интервентами и повстанцами РКД, занявшими город еще в октябре 1998 года.

## География
Город находится в 1200 км к юго-востоку от Киншасы, в 600 км к юго-западу от руандийской границы и в 500 км к северу от Лубумбаши, на высоте 530 м над уровнем моря.

## Население
В 2010 году население города по оценкам составляло 58 332 человека.